# アピキウス (紀元前1世紀の人物)
アピキウス（アピシウス、ラテン語: Apicius、紀元前1世紀頃）は、古代ローマの贅沢愛好家で、紀元前80年代に活動しており、当時の誰よりも派手な金遣いをしたとされる人物.。ポセイドニオスによると、ギリシア語でローマの歴史を書き、慎ましい方法で客をもてなすことで知られていたプブリウス・ルティリウス・ルフスがローマから姿を消した件に、アピキウスが関わっていたという。
テルトゥリアヌスによると、このアピキウスは、後代の美食家やコックたちに、その名を与えることになり、特に有名な者としてはマルクス・ガビウス・アピキウスや、さらに少し後の2世紀のアピキウスがいた。アピキウスは、一族の名として継承されたわけではなく、「大食漢」を意味する渾名として名付けられていったもののようである。
同様の理由から、『アピキウス』は料理書の題名として格好の言葉と見られ、ローマ帝政期末の料理の教科書『アピキウス』でも、また、それとは全く異なった、ウィニダリウスの手によるものとされる、記述量がずっと少ない『Excerpta Apicii』でも、表題に付けられることになった。

## 関連文献
- Dalby, Andrew (2003), Food in the Ancient World from A to Z, London, New York: Routledge, ISBN 0-415-23259-7 p. 16